# 23 يوليو (قرية)
23 يوليو إحدى قرى مركز الخانكة التابع لمحافظة القليوبية بمصر.

## السكان
بلغ عدد سكان 23 يوليو 5,113 نسمة، حسب الإحصاء الرسمي لعام 2006.